# Temnoplectron rotundum
Temnoplectron rotundum là một loài bọ cánh cứng trong họ Bọ hung (Scarabaeidae).